# Síndrome de Cornelia de Lange
El síndrome de Cornelia de Lange   (sigla en inglés CdLS) es una alteración genética poco conocida que conduce a anormalidades severas del desarrollo. Afecta tanto al desarrollo físico como intelectual del niño. La prevalencia exacta se desconoce, estimándose alrededor de 1 entre 10.000 a 30.000.

## Descubrimiento
En 1933, una pediatra holandesa, la doctora Cornelia de Lange, describía dos niños con rasgos similares. Hoy en día es ella a quien se le reconoce el haber descrito los síntomas que abarcan el síndrome que lleva su nombre. El síndrome también ha sido llamado Brachmann-de Lange, ya que fue el Dr. W. Brachmann quien describió en 1916 síntomas similares en un paciente. Dicho síndrome es congénito, es decir que está presente desde el nacimiento. Aunque haya personas que, aunque lo tengan, no presentan todos los signos y síntomas, sino que tendrán los suficientes como para ser diagnosticados.

## Definición
Es un trastorno malformativo múltiple congénito. Se determina por sus características faciales en asociación con retraso del crecimiento pre y postnatal, retraso mental de nivel variable y, en algunos casos, anomalías de las partes superiores. Muchos de los síntomas se pueden mostrar en el nacimiento a muy temprana edad.

## Características
Las características más comunes incluyen bajo peso al nacer (usualmente, pero no siempre, por debajo de 2200 g aprox), crecimiento retardado, baja estatura y cabeza pequeña (microcefalia). Rasgos faciales típicos, como cejas -que suelen unirse en el medio- y pestañas muy largas; nariz pequeña y respingona y labios finos en V invertida.
Otras síntomas y signos frecuentes son el excesivo pelo en el cuerpo (hirsutismo), manos y pies pequeños, unión parcial del segundo y tercer dedos de los pies, quinto dedo de la mano (meñique) curvado, reflujo gastroesofágico, convulsiones, defectos cardíacos, fisura del paladar, anormalidades intestinales, dificultad a la hora de alimentarlos, "incapacidad para prosperar", pérdida de audición y vista, y retraso en el desarrollo. 
Las anormalidades de los miembros consisten, a veces, en la falta de elementos óseos y musculares en uno o más de ellos (focomelia) o la falta de un dedo o más de las manos o de los pies (oligodactilia), que se encuentran en los individuos más severamente afectados. 
Existe en algunos pacientes limitación en la extensión de los codos, los varones también puede presentar criptorquidia. Otros signos son el llanto de tono bajo y, en algunos casos, ombligo pequeño.

## Conducta
En cuanto a las características conductuales tienen comportamientos iguales a los niños autistas, ya que tienden a padecer autismo.

## Tipos
Existen tres tipos de síndrome de Cornelia de Lange, que varían de grados leves a graves
- El tipo 1 o forma clásica: los pacientes presentan restricción de crecimiento intrauterino (RCIU), retardo psicomotor de moderado a profundo y malformaciones mayores que causan discapacidades severas o la muerte.

- El tipo 2 o forma leve: los signos faciales son menos acusados o se presentan más tardíamente, el retraso mental es leve o no existe, el daño neurológico es leve y los problemas del comportamiento son suaves o inexistentes. En el tipo 2 las malformaciones de los miembros y otras posibles acompañantes son menos frecuentes y graves.

- El tipo 3 o fenocopia muestra una gran variabilidad clínica, los rasgos faciales son similares pero la expresión es parcial y con frecuencia se aprecian anomalías cromosómicas. El diagnóstico prenatal es posible en algún hermano de un caso conocido, cuando se aprecian anomalías de los miembros, retraso del crecimiento y microcefalia mediante ultrasonografía.

## Causas

### Genéticas
La mayoría de los casos son debidos a mutaciones espontáneas, aunque los genes afectados causantes de la enfermedad pueden ser heredados de ambos progenitores, haciéndolo de forma autosómica dominante.
En 2004, investigadores del Children’s Hospital of Philadelphia descubrieron un gen cuya mutación es responsable del síndrome (gen NIPBL localizado en la región 5p13-14 del cromosoma 5), y que causa alrededor la mitad de los casos de Cornelia de Lange. En 2006, fue encontrado un segundo gen (SMC1A en la región Xp11.2 del cromosoma X), por científicos italianos. El mismo equipo de investigación de Filadelfia que descubrió el primero, halló un tercer gen en 2007, el gen SMC3 en la región 10q25 del cromosoma 10. Estos dos últimos genes parecen correlacionarse con una forma más suave del síndrome.

### Frecuencia
Incidencia: 1/10.000 - 1/20.000 de recién nacidos. Se estima que, en España, la prevalencia es de 0,97 por 100 000 niño/as nacidos/as vivos/as. No existe predominio en cuanto al sexo.

### Expectativa de vida
La esperanza de vida de las personas que padecen este síndrome no se puede establecer a ciencia cierta. 
Antiguamente, muchos niños fallecían debido a problemas médicos serios en la infancia por no detectar de manera anticipada sus necesidades. Hoy en día esto no ocurre, ya que se espera que la mayoría de ellos vivan hasta bien entrada su adultez.
Actualmente pueden vivir mucho tiempo en el ambiente familiar proporcionándoles buenas terapias y una buena atención médica, obteniendo grandes logros. 

### Patologías asociadas
En el periodo de recién nacido y lactante la dificultad para la alimentación por el reflujo gastroesofágico es muy frecuente y habrá que tratarlo tempranamente con métodos médicos habituales y tratamiento quirúrgico. 
La patología respiratoria ocurre en el 25% de los casos, alguna vez como resultado del reflujo. 
La patología ocular es muy frecuente, pueden aparecer: miopía, estrabismo y nistagmos, pero el tratamiento es difícil porque los niños no soportan los anteojos. 
Respecto a la sordera de grado variable que aparece en el 20% de los casos, el diagnóstico y tratamiento que se debe llevar a cabo debe ser precoz pues el retardo del lenguaje puede estar condicionado por ella. 
Las malformaciones cardíacas se presentan en el 25% de los casos con una gran variabilidad.
Generalmente, las personas con este síndrome tienen cierto grado de retraso mental que va de leve a profundo. También, estas personas tienen problemas de comportamiento que se caracteriza por: poca habilidad en las relaciones sociales, comportamiento estereotipado y poca expresión facial de las emociones. 
En pocas ocasiones se ha comprobado un comportamiento autoagresivo, pero incluso en los individuos con tipo 2 (forma más leve del síndrome) existe un perfil de personalidad rígido y muy de acuerdo con un medio ambiente muy ordenado.

## Posibilidades y necesidades del niño con síndrome de Cornelia de Lange
Por lo normal, en la forma grave, el desarrollo es lento comparado con el de los niños que con un tipo de lesión leve y cada uno puede progresar de diferente manera y de acuerdo con el daño que tenga.
En el área de lenguaje normalmente suele haber algún tipo de retraso. En el desarrollo de estos niños siempre es imprescindible la estimulación y un programa de desarrollo neurológico para el buen funcionamiento de todas las áreas.
Según los consejos recomendados por los especialistas, se distingue mantener alrededor del niño portador del síndrome un ambiente desarrollado o eliminar los elementos perturbadores que puedan activar la posible tendencia a la excitabilidad, hiperactividad o comportamiento autoagresivo.

## Protocolo de educación para niños que padecen síndrome Cornelia de Lange
Este síndrome se manifiesta en una gran variedad de formas. Hay niños a los que el síndrome se les puede reconocer a simple vista y existen otros en los que el observador inexperto no nota ninguna característica o comportamiento anormal. En cambio, una característica común es que muchos niños (en edad preescolar y escolar) presentan problemas de salud bastante importantes que consumen mucha energía de los padres tanto física, emocional como económica y que requieren la atención de muchos profesionales de diversas especialidades médicas. Muchos niños que padecen el síndrome presentan otra característica común, como problemas en las áreas de la comunicación y del comportamiento. 
En relación con la integración escolar, la mayoría de las personas con SdCL pueden ser incluidas en un entorno regular. Al igual que en otros síndromes, las posibilidades de la integración dependen tanto de las necesidades especiales del niño como de las posibilidades educativas del entorno.

### Consideraciones físicas, medioambientales, instruccionales y sociales
Para la educación del niño deben considerarse los siguientes factores: su estado de salud, energía física, capacidad para manejar las demandas sensoriomotrices, nivel de excitación, nivel de comunicación, necesidad de estructuración-organización, objetivos y metas relevantes, actividades motivadoras y las adaptaciones adecuadas. La igualdad social depende de que la persona se ayude a sí misma en la medida de lo posible, en las habilidades de comunicación, en la contribución que la persona aporta a otros y en experiencias compartidas.
- Los asuntos de salud: es muy importante que la familia, el personal médico y el personal de la escuela se comuniquen unos con otros para compartir información sobre temas de salud del niño. El personal de la escuela necesita ser tolerante cuando el niño tiene una contracción del esófago y se le presenta un ataque de vómito. El personal también debe estar informado cuando el niño padece de alergias a ciertos alimentos y respetar las restricciones de la dieta.

Por último, el personal debe distinguir entre los períodos en los que la inquietud y la falta de atención se deben a un dolor o incomodidad o a otras causas.
- La comunicación: en la educación la comunicación es imprescindible ya que si no podemos comunicarnos no podemos transmitir o recibir información. Los niños que padecen el síndrome corren el riesgo de sufrir retraso o ausencia de lenguaje, dificultad para entender los matices y la pragmática del mismo.

- La vista: la miopía, la ambliopía, la conjuntivitis crónica, el síndrome de ojo seco y la fotofobia son problemas comunes. Los niños que padecen estos síntomas posiblemente necesiten que se les administre en la escuela gotas para lubricar los ojos o lavados de ojos. También podrían necesitar que les den preferencia para sentarse cerca de la pizarra, mesas que estén retiradas de las ventanas u otras fuentes de luz brillante porque padecen de sensibilidad al brillo de la luz; iluminación adaptada y sin brillo en su lugar de trabajo, etc. Los profesores deben estar enterados si al niño se le han recetado gafas y cómo y cuándo debe usarlas.

- El oído: pueden padecer de alguna pérdida en su capacidad para oír, que puede requerir estar en comunicación continua con el pediatra o con el audiólogo. Podrían necesitar aparatos del oído, sistemas FM, o preferencia para sentarse cerca del profesor.

- La vista y el oído: algunos niños con SCdL tienen incapacidades tanto de la vista como del oído. A estos estudiantes se les considera como sordociegos y requieren enseñanza muy especializada. La sordera-ceguera trae consigo muchos problemas para el aprendizaje ya que son dos incapacidades de los sentidos las que impactan negativamente el desarrollo del lenguaje. Las técnicas de enseñanza que se utilizan con los niños incapacitados de la vista requieren que los sentidos del oído y del tacto estén sanos. Las técnicas que se utilizan con los niños sordos requieren la vista. Cuando no se puede depender de ninguno de estos dos sentidos o ninguno está sano, es necesario utilizar otras técnicas de comunicación. Además, la eficacia con la que el individuo sordociego es capaz de utilizar los residuos de su vista o su oído está muy afectada por la tensión, la salud, las medicinas, la fatiga, la conglomeración de ruidos u objetos, el tamaño, la distancia y el plano, etc., del estímulo visual que recibe, la velocidad en que se le presenta y la competencia de los otros sentidos sensoriales.

### Algunas estrategias
- La rutina organizada, predecible y el contexto organizado parecen ser lo que mejor funciona con los niños con el síndrome Cornelia de Lange.

- Es indispensable que se le permita al niño suficiente tiempo para procesar, planear e implementar su respuesta a la información que se le da, por medio del tacto. La cantidad y el paso de las actividades deben ser individualizadas para cada niño.

- En algunas ocasiones, los niños que están en programas académicos pueden necesitar “descansos” para reducir su nivel de excitación.

- Tienen dificultad para tomar la iniciativa y dar a conocer lo que necesitan.

- Los estudiantes se favorecen mucho con las técnicas de El Círculo de Amigos y con las interacciones estructuradas y facilitadas con otros compañeros.

### Asuntos de familia
El impacto en la familia es doloroso una vez que se diagnostica el síndrome. Es un proceso continuo de elaborar sentimientos, pensamientos, acciones y creencias. Habrá tristeza y felicidad. Además tendrán que tomar varias decisiones; pero estas no necesitan ser hechas en soledad ya que hay familias y profesionales dispuestos a ayudar.

### El comportamiento
Algunos niños que presentan este síndrome, tienen comportamientos autodestructivos: el dolor, la incomodidad, la frustración y el desaliento. Los niños con este síndrome pueden ser hipersensibles. También son susceptibles a los problemas de comportamiento como hiperactividad, falta de atención y comportamiento repetitivo.

### La evaluación psiquiátrica
La mayoría de los problemas comunes que presentan los niños pueden ser tratados por un pediatra que tenga experiencia en el desarrollo o en el comportamiento. Estos problemas pueden ser: para dormir, comer, berrinches o hasta la hiperactividad. 
Los problemas persistentes de comportamiento que no pueden controlarse con medicamentos requieren la atención de un especialista en psicología de comportamiento. El tratamiento a largo plazo para los problemas serios de comportamiento o los problemas emocionales siempre debe ser responsabilidad de un psiquiatra especialista en niños y adolescentes.

### Oftalmología
A los niños que se han diagnosticado con el síndrome Cornelia de Lange se les recomienda una evaluación oftalmológica. El examen oftalmológico sirve para descubrir si el niño tiene miopía u otras patologías. Si el primer examen sale normal, generalmente no es necesario hacer otro examen a menos que se presenten problemas nuevos. Pero sería prudente hacer un examen de miopía de vez en cuando hasta que el niño llegue a la pubertad.
Los niños que tienen infecciones oculares frecuentes, escamas secas, secreción en los ojos e irritación conjuntival constante, también se deben hacer ver por un oftalmólogo.